# Chiloscyphus kashyapii
Chiloscyphus kashyapii là một loài Rêu trong họ Lophocoleaceae. Loài này được A. Srivast. & S.C. Srivast. mô tả khoa học đầu tiên năm 2002.